# Gungnir
En la mitologia escandinava, Gungnir és la llança mágica d'Odin que era utilitzada per a decidir el vencedor del combat.

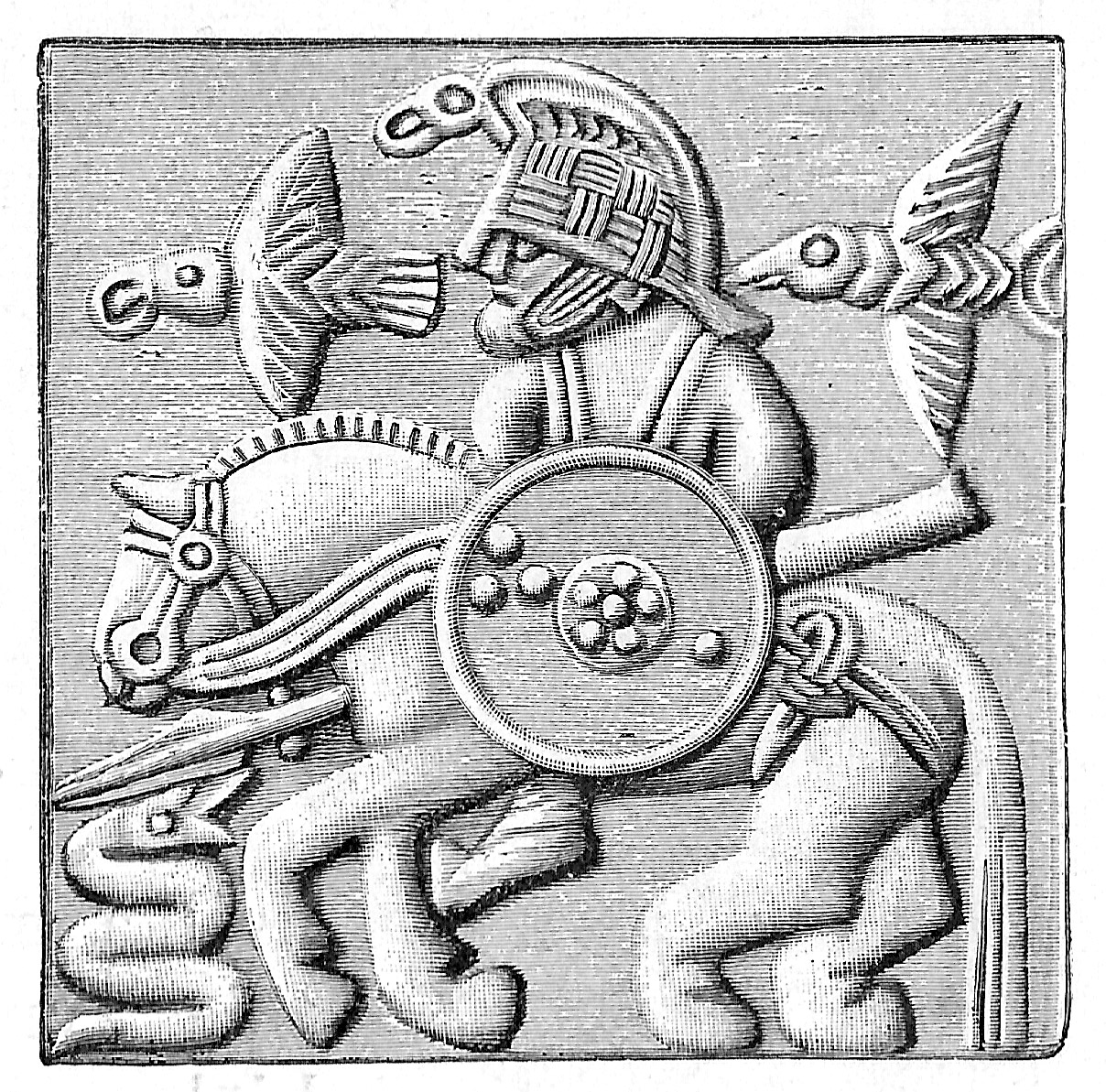
Odin amb la llança Gungnir i els dos corbs: Hugin i Munin